# Catriel Ciavarella
Catriel Ciavarella (n. 1 de septiembre de 1979) es un baterista argentino de rock que inicialmente es conocido como integrante de la mítica banda MAM fundada por los hermanos Omar Mollo y  Ricardo Mollo. Actualmente forma parte de la banda  Divididos.

## Biografía
Con tan sólo 14 años, Ricardo Mollo intentó sumarlo a Divididos, sin éxito, debido a que aún era menor de edad. Por esta razón, el nuevo baterista fue Jorge Araujo. Más adelante formó parte de MAM junto a Omar Mollo, hermano mayor de Ricardo. Con este grupo grabó su primer disco, Opción, en 1999. También formó parte de Nuca, participó en Yicos y la banda de Alejandro Sokol, con quien tocaría hasta ser convocado para sumarse a Divididos. Trabajó con Erica García, y realizó presentaciones en vivo con distintos artistas de la escena.
Llegó definitivamente a Divididos en abril de 2004. En febrero de 2008 sonó el rumor de la desvinculación de Ciavarella de la banda, debido a un traumatismo en su mano, aunque esto luego se desmintió.[cita requerida]
Más adelante llegaría la grabación de Amapola del '66, su primer disco de estudio con la banda. Luego, con un récord de presentaciones en vivo para una banda de su magnitud en los años subsiguientes, llegó el turno de Haciendo Cosas Raras, el disco editado en 2019 que revisita el primer disco publicado por la banda en 1989.
Usa platillos Paiste, baterías Ludwig vintage, baquetas Wincent y parches Remo. Su batería ya es icónica por lucir los colores de la bandera argentina.
En la actualidad sigue presentándose en vivo con la banda en su gira 2021-2023. En ese marco participó del recital por los 35 años de la banda en Vélez el 13 de mayo de 2023, y se encuentra grabando nuevo material, además de su trabajo como productor artístico.

## Discografía

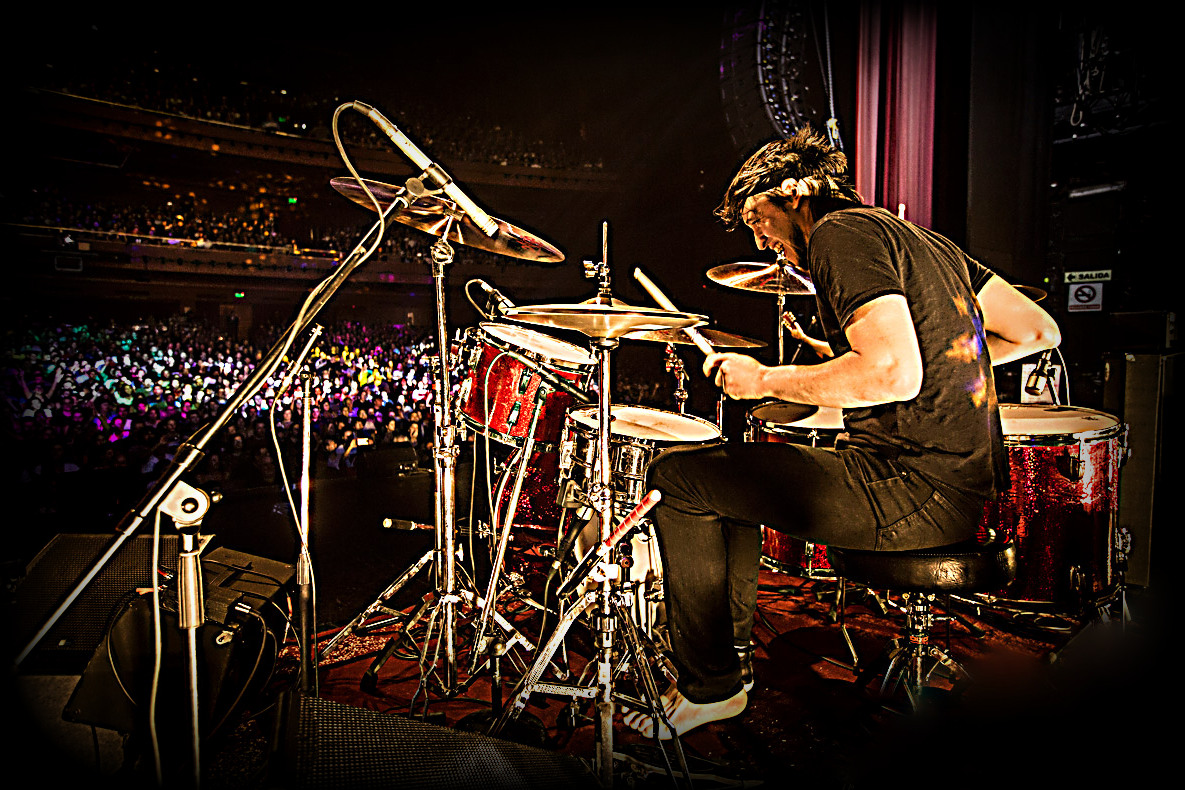
Ciavarella tocando con Divididos en el Teatro Gran Rex en marzo de 2017.

### Con MAM
- Opción (1999)

### Con Divididos
- Amapola del '66 (2010)
- Audio y agua (2011)
- En Vivo en el Teatro Coliseo (2016)
- Haciendo Cosas Raras (2018)
- Experiencia 432 (Bulín Finoli) (2022)